# Schüberg
Der Schüberg, auch Schübarg genannt, ist eine 63 m ü. NHN hohe Erhebung in der Gemeinde Ammersbek.
Er ist ein geschützter Landschaftsbestandteil und es ranken sich einige Jahrhunderte alte Legenden um den bewaldeten Hügel. Die Bedeutung des Schübergs für die Gemeinde Ammersbek und deren Bewohner zeigt sich auch im Wappen der Gemeinde Ammersbek.

## Geographie
Der Schüberg ist die dominante Erhebung in einer ganzen Reihe von Endmoränen und Schildrücken (Bültenbarg, Laberg) im Naherholungsgebiet der Hoisbüttler Feldmark. Auch er ist ein Relikt der jüngsten Vergletscherungsphase der vergangenen Eiszeit, der Weichselkaltzeit. Der Schüberg wird als Stauchmoräne angesehen, die dadurch entstand, dass die Hoisbüttler Gletscherzunge ein Hindernis umfließen musste, sodass sich daran das Moränenmaterial, das sie vor sich herschob, aufstauchte. Wenn auch manche Quartärgeologen vermuteten, dass das Hindernis ein Nunatak war, so neigen jüngere Ansichten dazu, dass es sich bei dem Hindernis eher um einen Teil eines älteren Gletschers handelte, nämlich der Volksdorfer Gletscherzunge.

## Geschichte
Mit der Übernahme des Gutes „Hoisbüttel“ durch den Grafen Peter Friedrich Adolph von Schmettau und die Gräfin Hedwig von Schmettau (* 24. März 1792, † 2. September 1858) im Jahr 1810 verbesserten sich die Verhältnisse zwischen den Gutsbesitzern und der Bevölkerung grundlegend. Bis 1857 blieb das Gut im Besitz der Schmettau. Aus Dankbarkeit gegenüber der Gräfin setzte Gemeinde 1867 auf dem Schüberg ihr zu Ehren einen Gedenkstein.

## Haus am Schüberg
Das Haus am Schüberg, das bislang als Tagungszentrum genutzt wurde, hat sich mehr zu einem Kulturzentrum entwickelt, das in der 20.000 Quadratmeter großen Gartenanlage am Fuß des Schübergs auch einen Skulpturenpark besitzt und im Eröffnungsjahr 2000 64 Skulpturen von sechs Künstlern zeigte.
Der Schüberg selbst war schon mehrfach Ziel und Mittelpunkt internationaler Kunstprojekte. Im Projekt von 1998 Die Natur sprechen lassen führen mehrere Künstler Arbeiten durch, in dem der Schüberg zu einer Schule der Wahrnehmung wird, der Berg durch Klänge und Licht lebendig wird: „Es ist ein Lesen der stummen Sprache der Natur, in welcher Gott durch stumme Zeichen zu uns spricht.“ „Die Landschaftsästhetik ist viel mehr als ein Abbild der Landschaft, wie wir es aus der vergangenen Landschaftsmalerei kennen, sie besitzt wahrnehmungsfähige Geräusche, wie der Gesang der Vögel, Rufe der Tiere und der Klang des Windes. Sie zeigt, in welcher Weise die Kunst uns heute im Umgang mit Natur wieder wahrnehmungsfähiger machen kann und welche Wege dabei Künstler gehen.“

## Bildergalerie

Wappen der Gemeinde Ammersbek
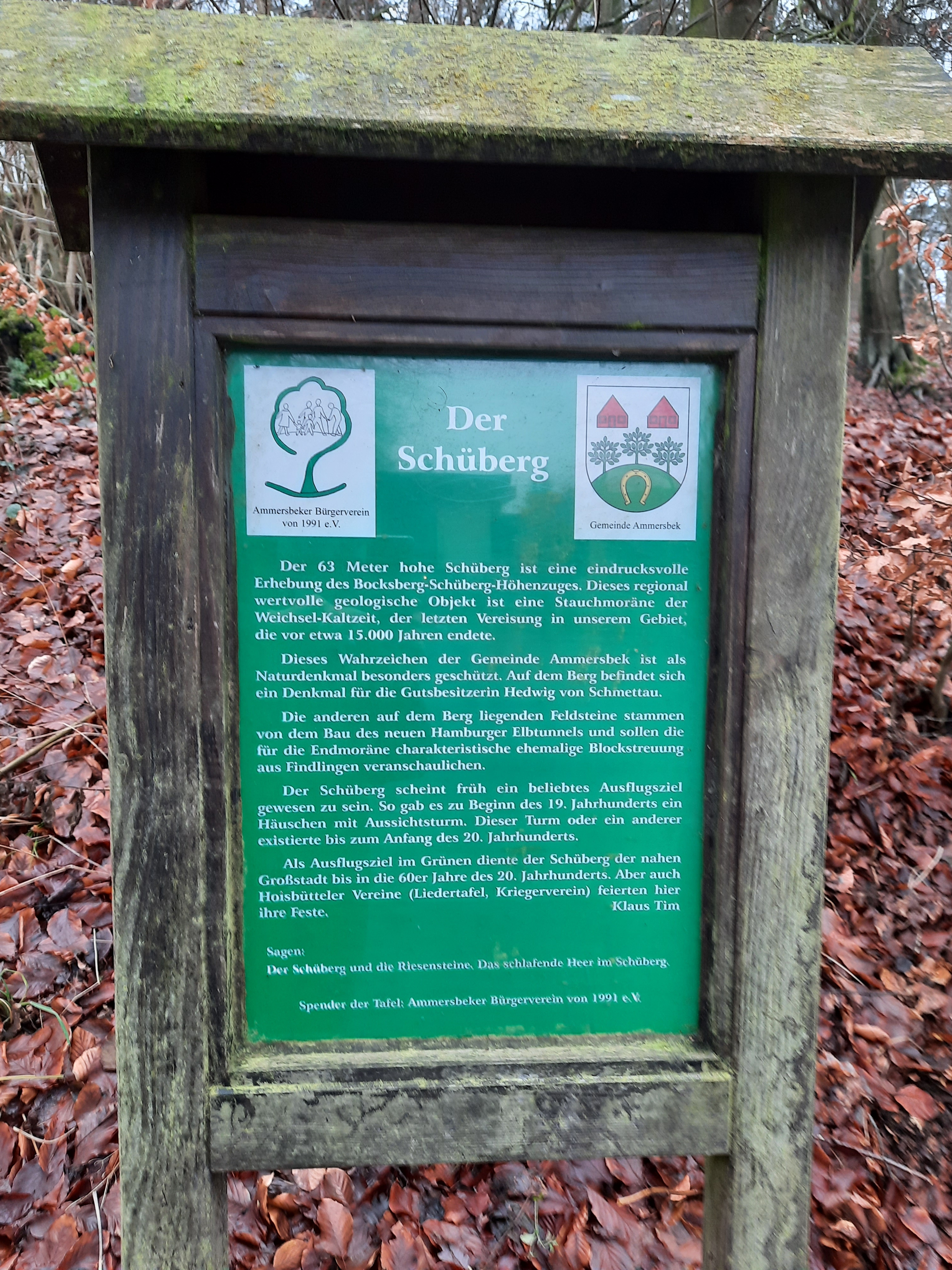
Schautafel am Schüberg
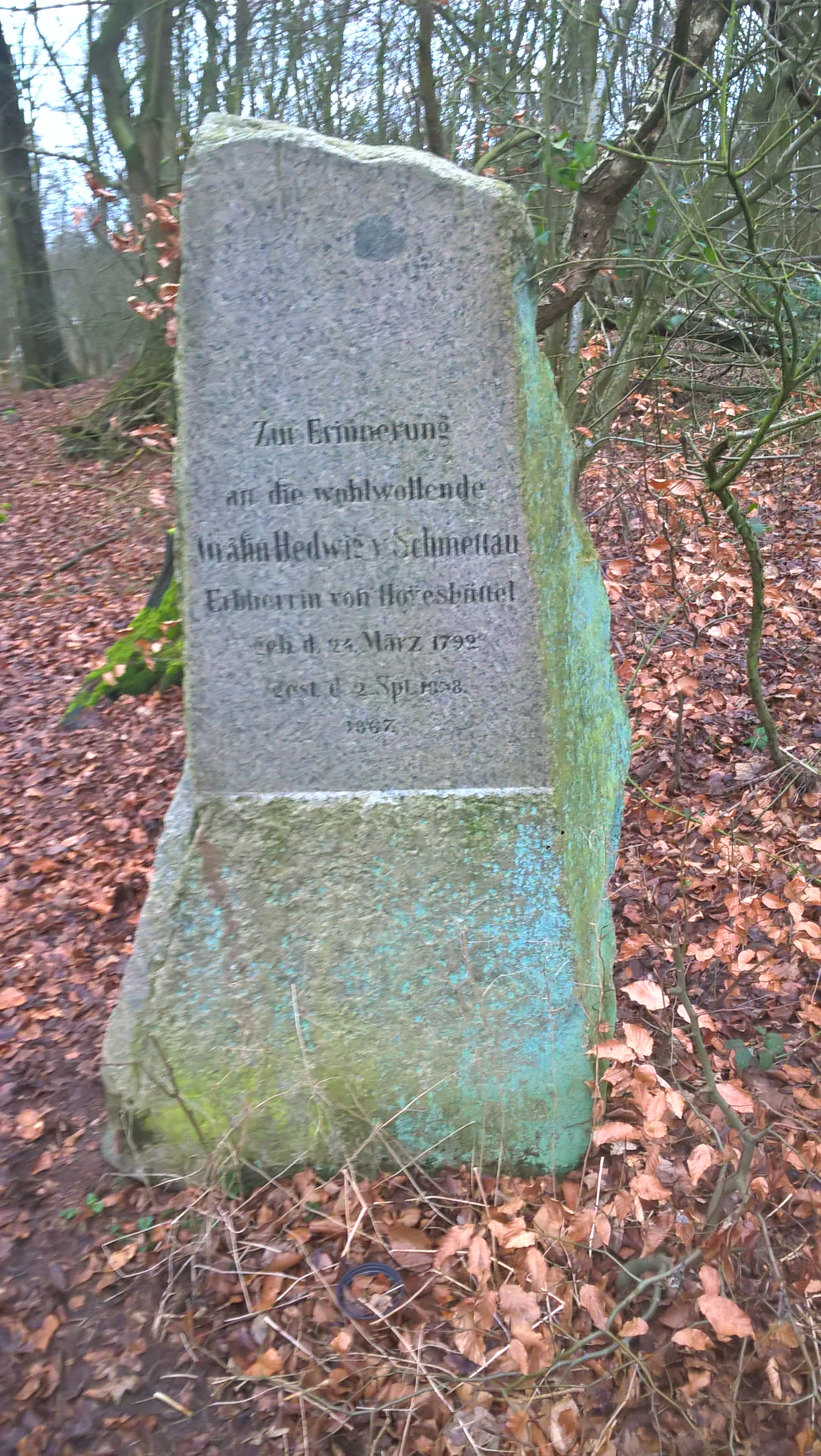
Gedenkstein auf dem Schüberg zu Ehren der Gräfin Hedwig von Schmettau
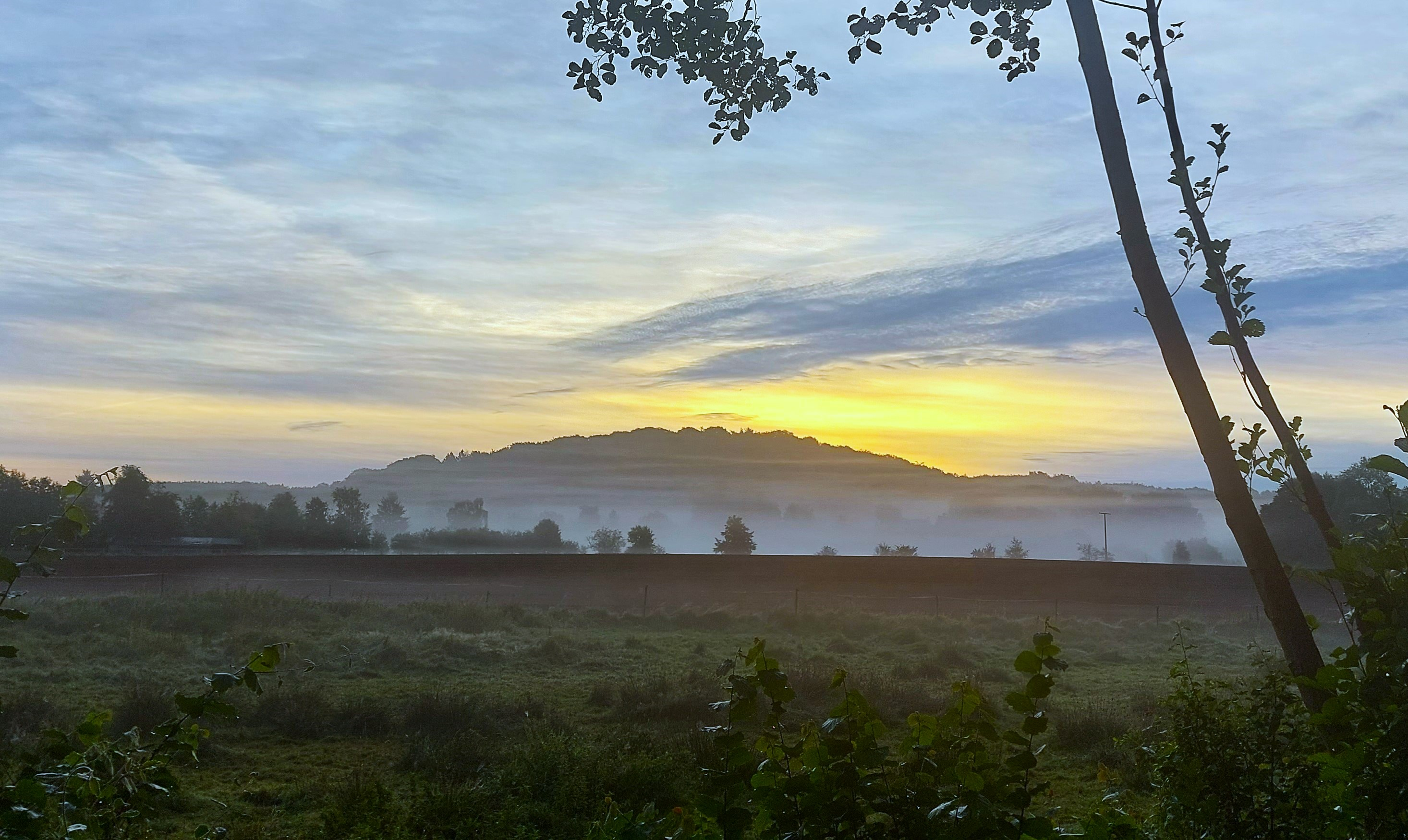
Schüberg bei Sonnenaufgang